# キノトロープ
キノトロープとは、日本のウェブサイト制作企業である。1993年12月20日創業。現在は純粋持株会社であり、傘下の子会社が事業を営んでいる。
他社製のCMSツールの仲介が主な特色である。

## 事業子会社
- キノトロープコンサルティング
- キノトロープスリーイント
- キノトロープデザイン
- キノトロープフューチャープラン

## ゲームソフト
かつてはゲームソフトの開発を行っていた。
- 1997年9月18日 プレイステーション「B線上のアリス」（発売:講談社）
- 1998年10月29日 プレイステーション「だんじょん商店会 〜伝説の剣はじめました〜」（発売:講談社）
- 1999年 Windows & Macintosh「GARAGE（ガラージュ）」[2]（発売：東芝EMI、定価：5,280円）